# Conalcaea huachucana
Conalcaea huachucana är en insektsart som beskrevs av Rehn, J.A.G. 1907. Conalcaea huachucana ingår i släktet Conalcaea och familjen gräshoppor.

## Underarter
Arten delas in i följande underarter:
- C. h. huachucana
- C. h. coyoterae